# Elizabeth Twining

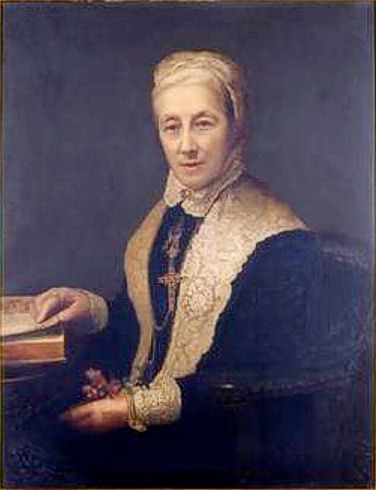
Henry Martin, Elizabeth Twining, Öl auf Leinwand, 1881, Orleans House Gallery, Twickenham

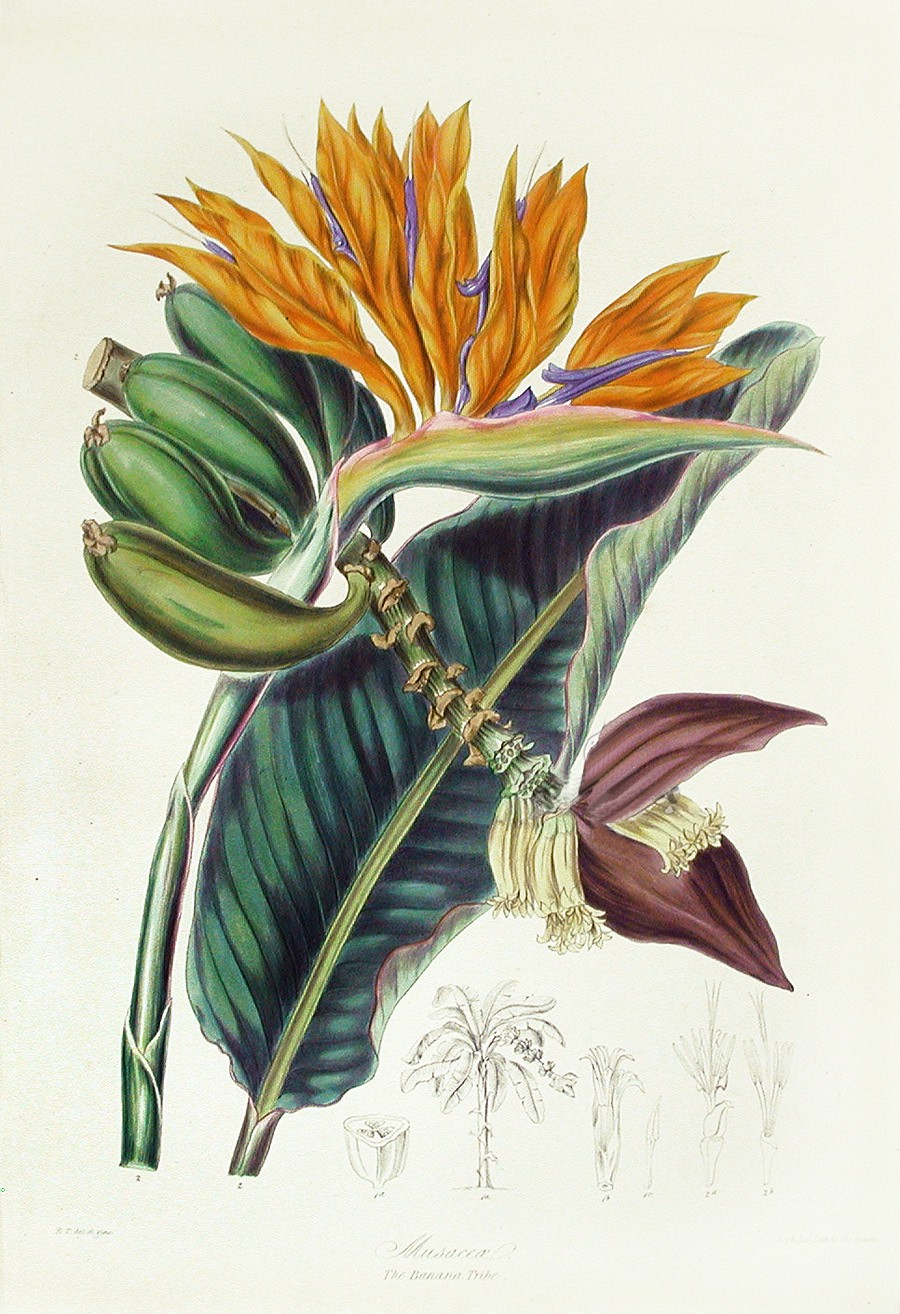
Musaceae, Illustration von Twining aus Illustrations of the Natural Order of Plants, 1868

Elizabeth Twining (* 10. April 1805 in Strand, Westminster, London; † 24. Dezember 1889 in Twickenham) war eine englisch-britische Künstlerin, Autorin und Philanthropin. Sie ist vor allem für ihre detaillierten botanischen Illustrationen bekannt, insbesondere für die zweibändige Publikation Illustrations of the Natural Order of Plants. Sie war eine Erbin der Teehändlerfamilie Twinings.

## Leben
Twining wurde im Zentrum Londons geboren, nicht weit vom berühmten Teeunternehmen ihrer Familie, Twinings, am Strand entfernt. Sie war das zweite der neun Kinder von Richard Twining (1772–1857) und seiner Frau Elizabeth Mary, geborene Smythies (1779–1866), die aus der langdokumentierten Familie der Longcrofts stammte. Ihre jüngste Schwester war die Philanthropin und Sozialreformerin Louisa Twining.
Twining wuchs in London auf, wo sie im Rahmen ihrer Ausbildung Kunst und Zeichnen lernte. Inspiriert wurde sie dabei von Curtis’s Botanical Magazine und den Gärten der Royal Horticultural Society in Chiswick. Sie begann, Pflanzen und Blumen zu zeichnen und übte, indem sie Skizzen von Werken der Dulwich Picture Gallery anfertigte. Dank der Unterstützung ihres Vaters konnte sie diverse Museen besuchen.
Elizabeth Twining schrieb und illustrierte eine Reihe von Büchern zum Thema Botanik, vor allem das zweibändige Werk Illustrations of the Natural Order of Plants (Band I, erschienen 1849; Band II, erschienen 1855), das 160 handkolorierte Lithografien im Format einer Mappe enthielt, die angeblich auf Beobachtungen in den Royal Botanic Gardens in Kew und im Lexden Park in Colchester beruhten. Die spätere Ausgabe im Quartformat von 1868 enthält weniger kostspielige chromolithografierte Platten. Sie ordnete die Abbildungen der Pflanzenordnungen nach der damals neuen Systematik der Bedecktsamer nach de Candolle.
Elizabeth Twining war eine bemerkenswerte Philanthropin. Sie gründete und leitete eine Abstinenzhalle in der Portugal Street in Holborn, London, renovierte die Armenhäuser der Pfarrei in der Nähe ihres Hauses in Twickenham (woran eine Gedenktafel an der St. Mary's Church in Twickenham erinnert) und gründete nach einer langen Zusammenarbeit mit dem King’s College Hospital das St. John's Hospital in Twickenham zur Behandlung von Armen. Sie war die Begründerin der sogenannter „Mütterversammlungen“ in London, für die sie Ten Years in a Ragged School und Readings for Mothers' Meetings schrieb. Sie trug zur Gründung des Bedford College for Women durch Elizabeth Jesser Reid bei.
Elizabeth Twining wohnte im alten Familiensitz Dial House in Twickenham. Sie starb 1889, und in ihrem Testament wurde Dial House den Bürgern von Twickenham zur Nutzung als Pfarrhaus überlassen. Die meisten ihrer Originalkunstwerke befinden sich heute in der Sammlung des British Museum. Sie ist auf dem Twickenham Cemetery begraben.

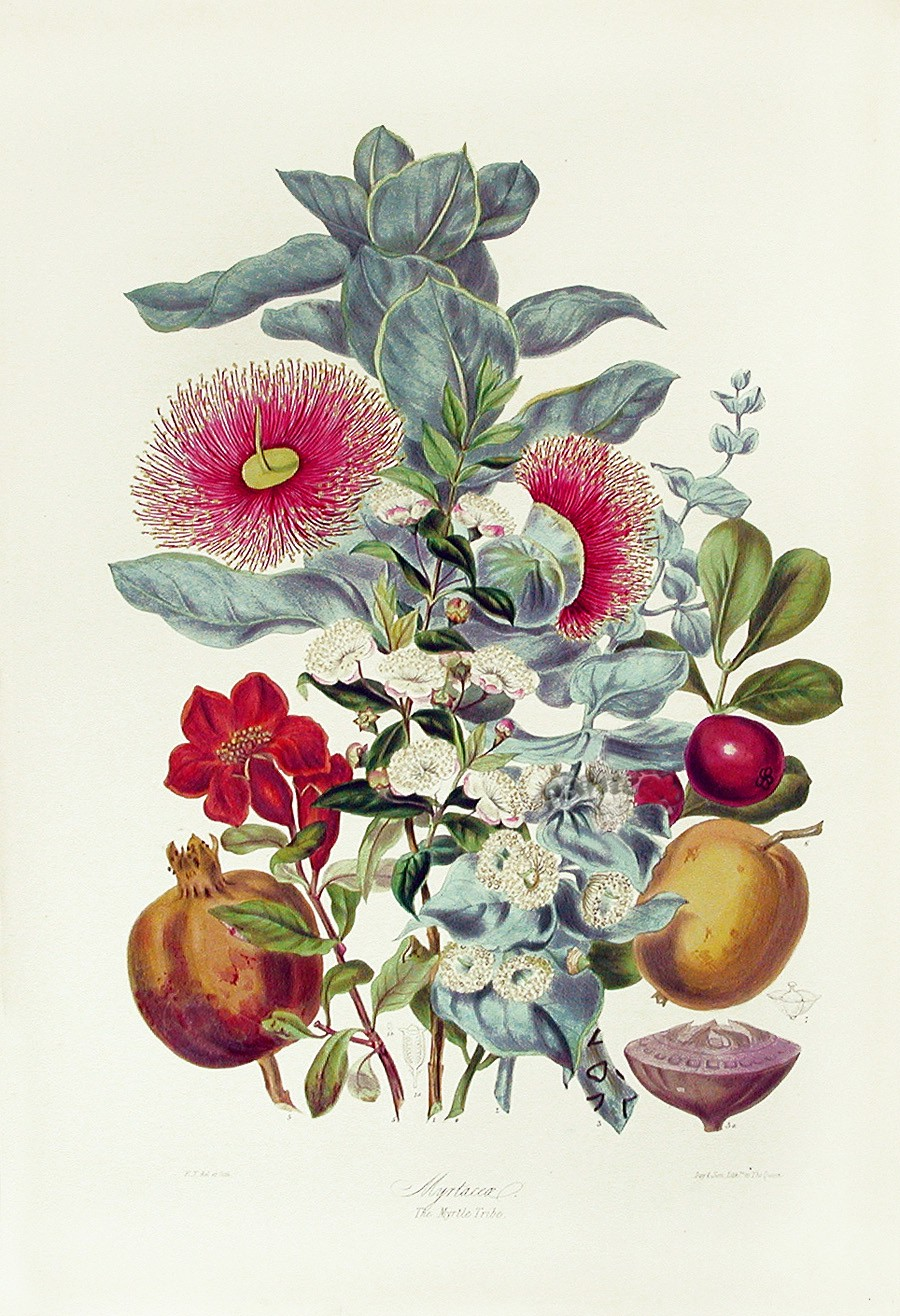
Myrtaceae
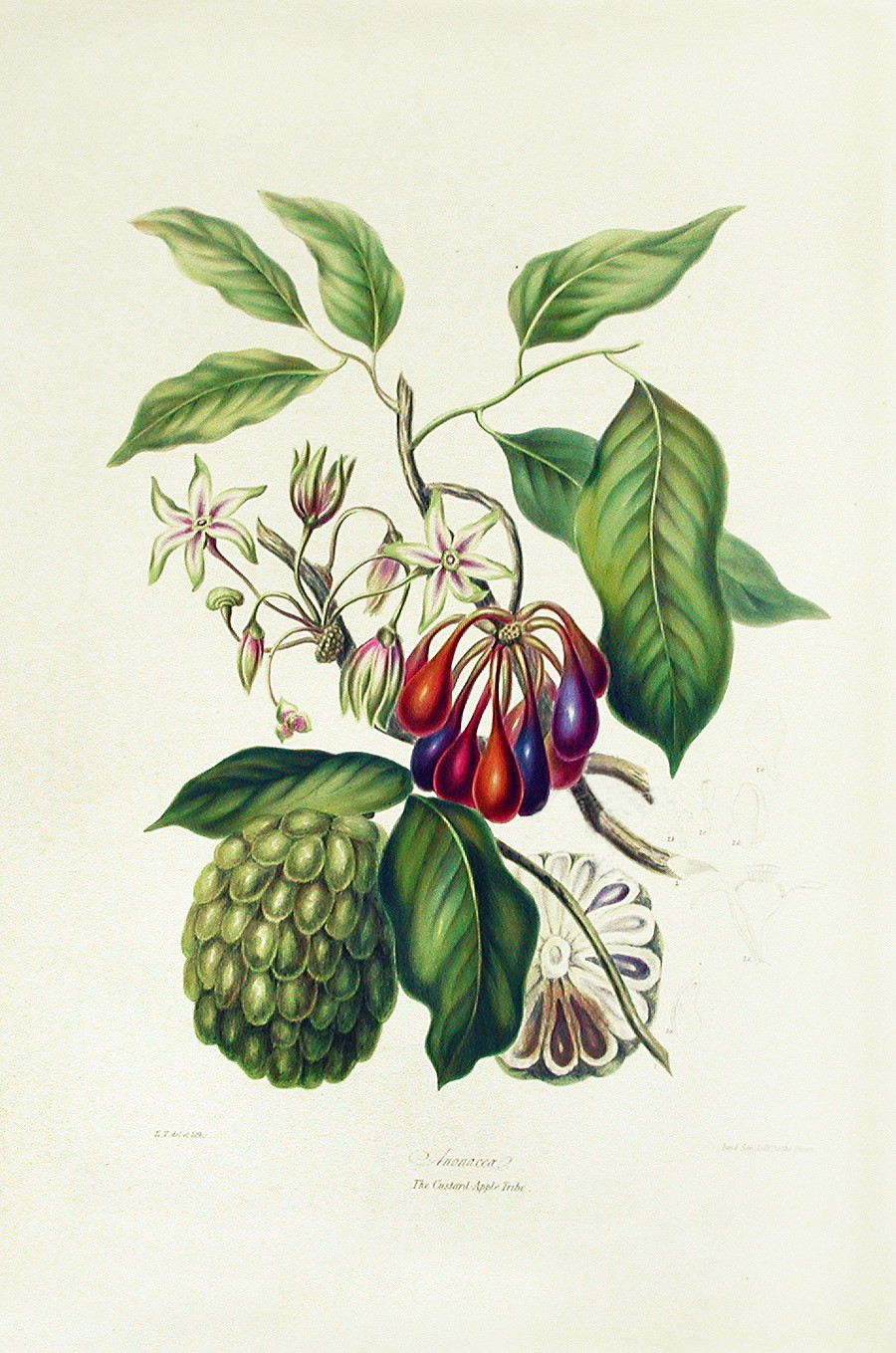
Annonaceae
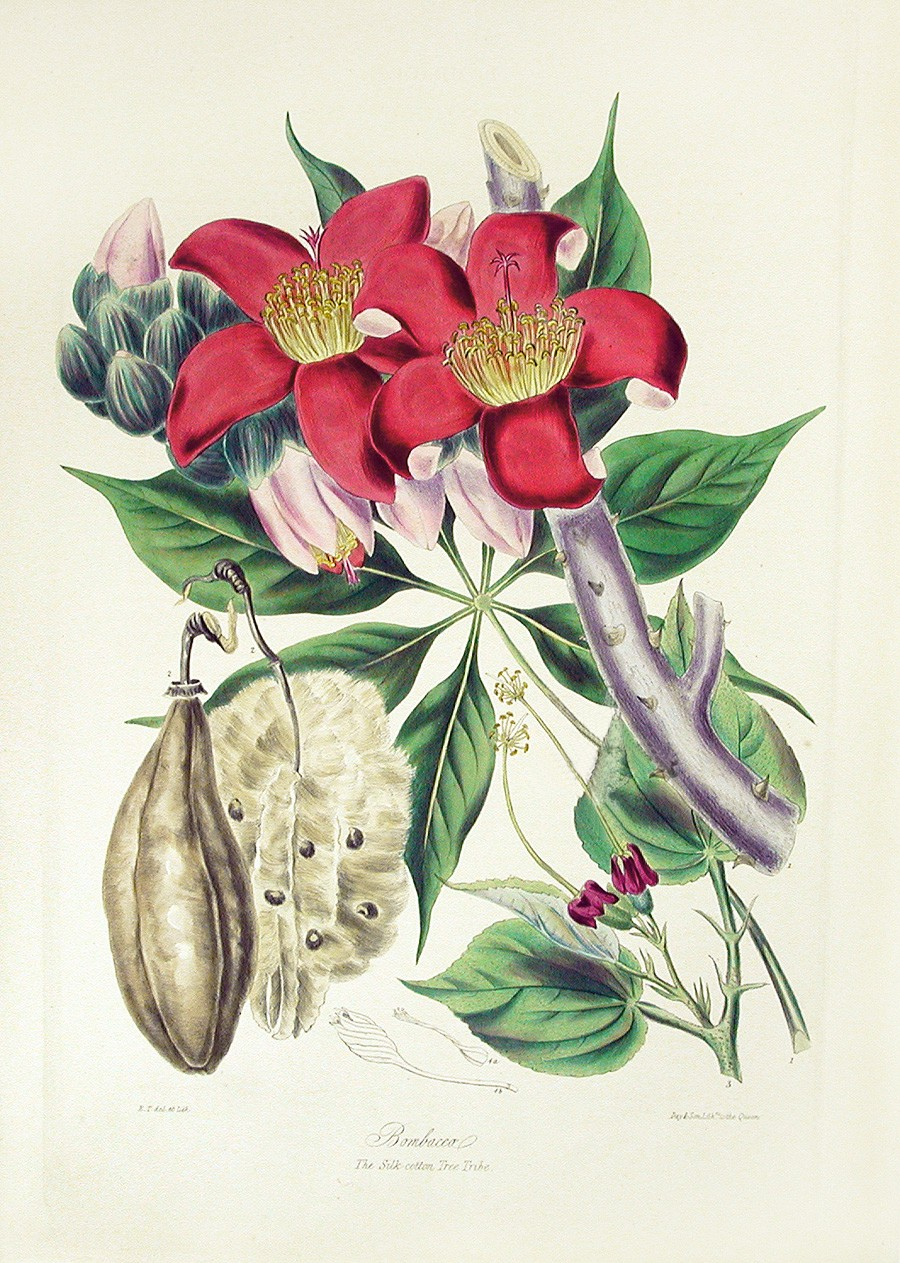
Bombacoideae
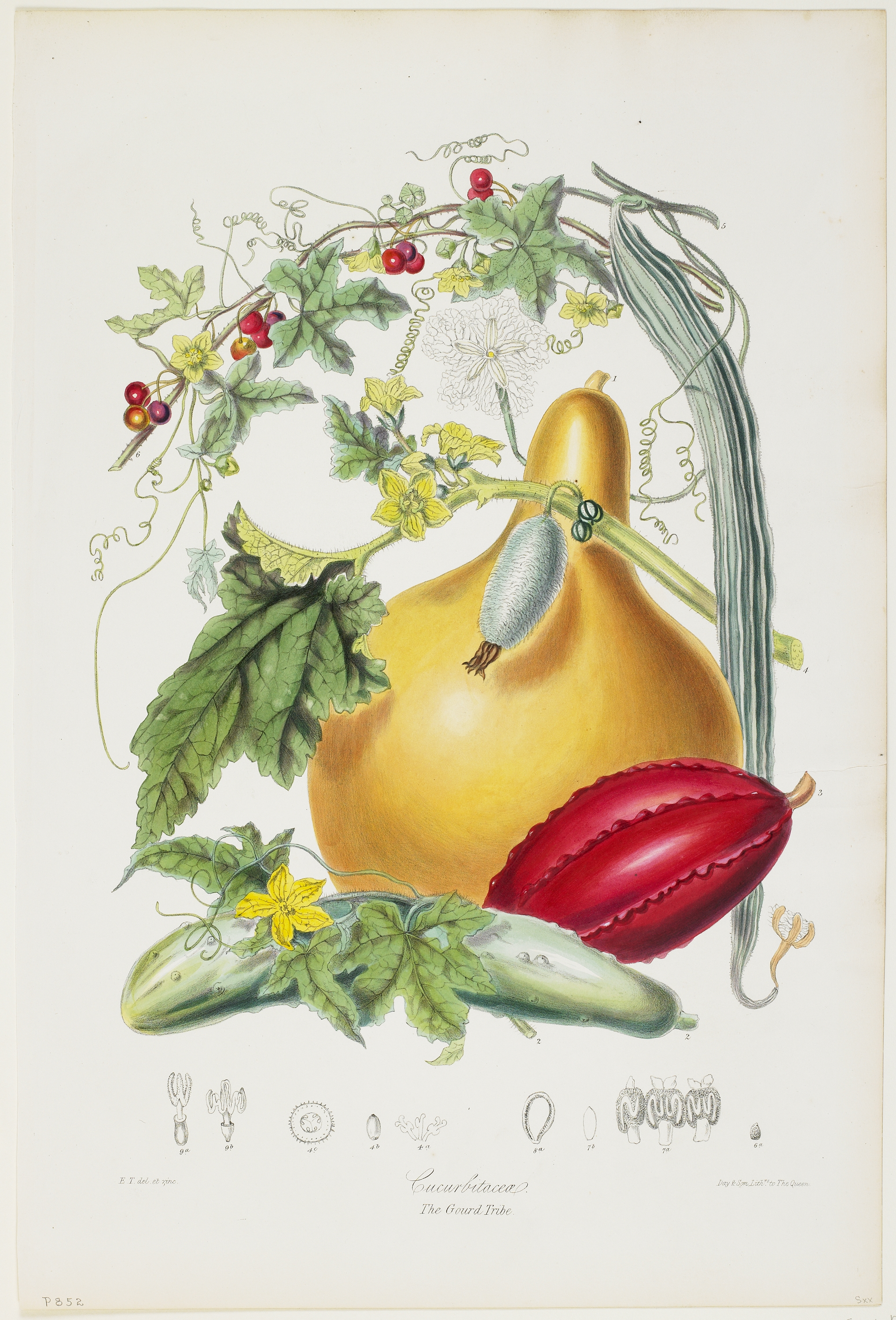
Cucurbitaceae
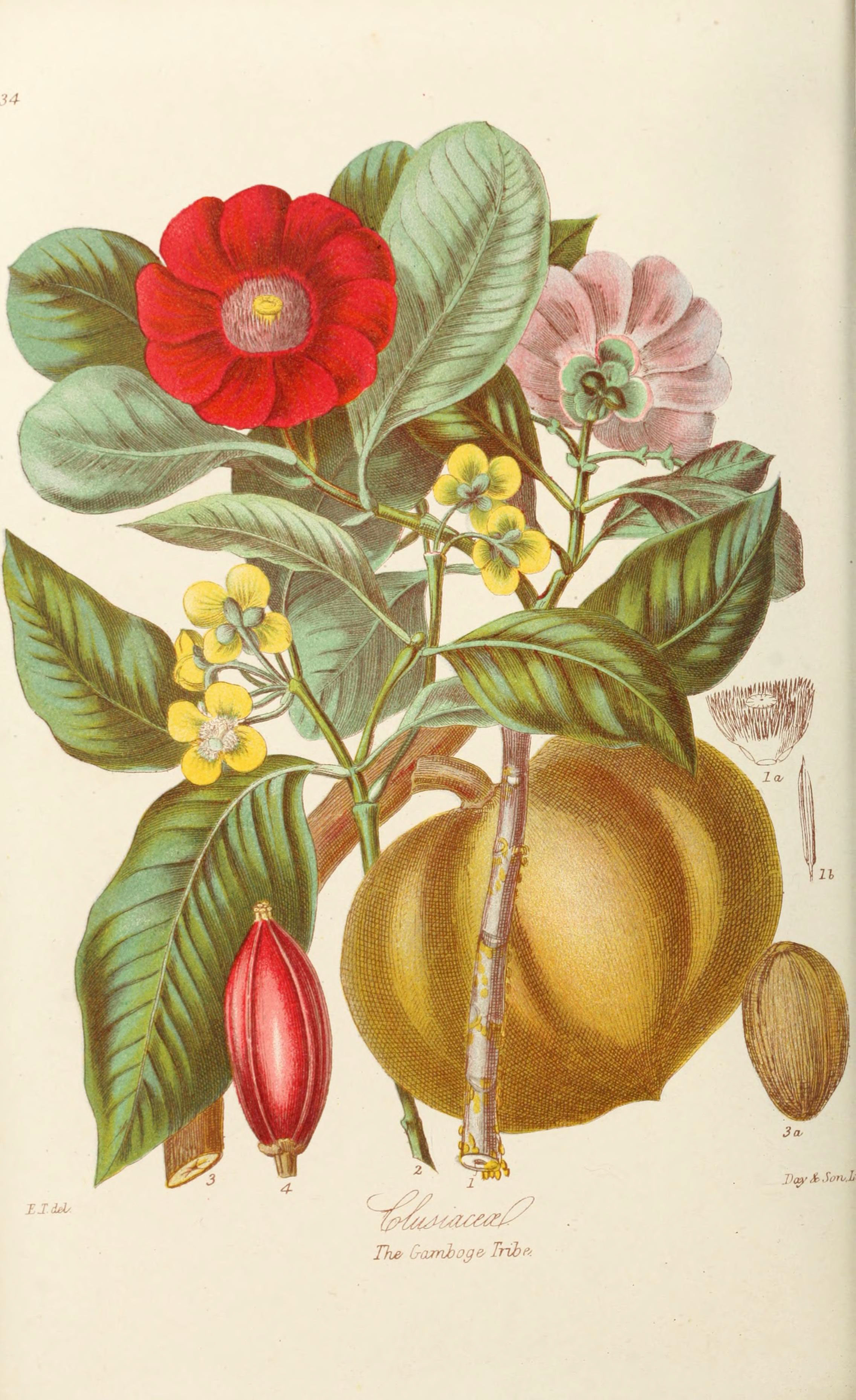
Clusiaceae
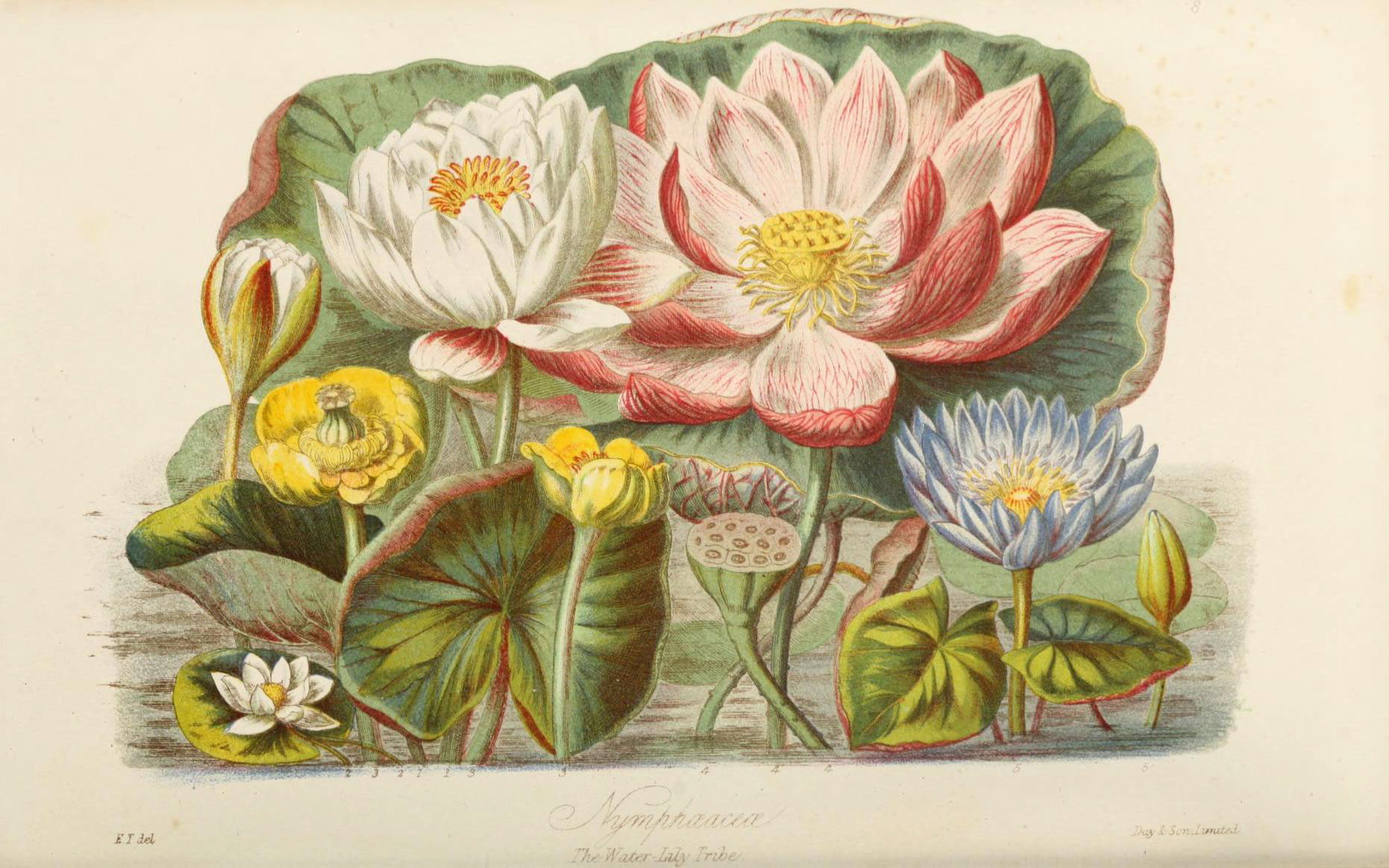
Nymphaeaceae